# Kanton Noyant
Kanton Noyant (fr. Canton de Noyant) je francouzský kanton v departementu Maine-et-Loire v regionu Pays de la Loire. Tvoří ho 15 obcí.

## Obce kantonu
- Auverse
- Breil
- Broc
- Chalonnes-sous-le-Lude
- Chavaignes
- Chigné
- Dénezé-sous-le-Lude
- Genneteil
- Lasse
- Linières-Bouton
- Meigné-le-Vicomte
- Méon
- Noyant
- Parçay-les-Pins
- La Pellerine